# オタワ市長
オタワ市長（英語: mayor of Ottawa）は、カナダの首都・オタワの首長（市長）である。
オタワは1826年にバイタウン (Bytown) 村として設立され、1854年にオタワ市となった。1858年にイギリス領カナダ州 (Province of Canada) の首都となった。2001年に周辺自治体を編入している。

## バイタウン時代
- 1847 – ジョン・スコット
- 1848 – ジョン・バウアー・ルイス
- 1849 – ロバート・ハーヴェイ
- 1850 – ジョン・スコット
- 1851 – チャールズ・スパロウ
- 1852 – リチャード・ウィリアム・スコット
- 1853 – J・B・タージオン
- 1854 – ヘンリー・J・フリエル

## オタワ市（合併前、1855–2001）
- 1855–1857 – ジョン・バウアー・ルイス
- 1858–1859 – エドワード・マギリヴレイ
- 1860–1862 – アレクサンダー・ワークマン
- 1863 – ? – ヘンリー・J・フリエル
- 1864–1866 – モスケント・ディッキンソン
- 1867 – ロバート・リヨン
- 1868–1869 – ヘンリー・J・フリエル
- 1870–1871 – ジョン・ロチェスター
- 1872–1873 – ウジェーヌ・マルティノー
- 1874–1875 – J・P・フェザーストン
- 1876 – G・B・リヨン・フェローズ
- 1877 – W・H・ウォーラー
- 1878 – C・W・バングス
- 1879–1881 – チャールズ・ハーバート・マッキントッシュ
- 1882–1883 – ピエール・サンジャン
- 1884 – C・T・ベイト
- 1885–1886 – フランシス・マクドゥーガル
- 1887–1888 – マクラウド・スチュワート
- 1889–1890 – ジェイコブ・イレット
- 1891 – トーマス・バーケット
- 1892–1893 – オリヴィエ・ドローチャー
- 1894 – ジョージ・コックス
- 1895–1896 – ウィリアム・ボースウィック
- 1897–1898 – サミュエル・ビンガム
- 1899–1900 – トーマス・ペイメント
- 1901 – ウィリアム・モリス・ダウラー
- 1901 – ジェームズ・デビッドソン
- 1902–1903 – フレッド・クック
- 1904–1906 – ジェームズ・A・エリス
- 1906 – ロバート・A・ヘイスティ
- 1907–1908 – ダーシー・スコット
- 1908 – ナポレオン・シャンパン
- 1909–1912 – チャールズ・ホープウェル
- 1912 – エドワード・H・ヒンスキー
- 1913 – ジェームズ・A・エリス
- 1914 – テイラー・マクベイティ
- 1915–1916 – ネルソンD・ポーター
- 1917–1920 – ハロルド・フィッシャー
- 1921–1923 – フランク・H・プラント
- 1924 – ヘンリー・ワターズ
- 1924 – ナポレオン・シャンパン
- 1925–1927 – ジョン・P・バルハリン
- 1928–1929 – アーサー・エリス
- 1930 – フランク・H・プラント
- 1931–1933 – ジョン・J・アレン
- 1934–1935 – パトリック・ノーラン
- 1936–1948 – J・E・スタンリー・ルイス
- 1949–1950 – E・A・ボーク
- 1951 – グレンヴィル・グッドウィン
- 1951–1956 – シャーロット・ホイットン
- 1957–1960 – ジョージ・H・ネルムス
- 1961–1964 – シャーロット・ホイットン
- 1965–1969 – ドナルド・バートレット・リード
- 1970–1972 – ケネス・H・フォガティ
- 1972–1974 – ピエール・ブノワ
- 1975–1978 – ローリー・グリーンバーグ
- 1978–1985 – マリオン・デュワー
- 1985–1991 – ジェームズ・A・ダレル
- 1991 – マルク・ラビオレット
- 1991–1997 – ジャクリン・ホルツマン
- 1997–2000 – ジム・ワトソン
- 2000–2001 – アラン・ヒグドン

## 2001年合併当時の市町村長
- オンタリオ州オタワ - カールトン地域議長: ボブキアレッリ
- オタワ: アラン・ヒグドン-代理市長
- グロスター: クローデットカイン
- カナタ: メルル・ニコルドズ
- ネピアン: メアリー・ピット
- バニエ: ガイ・コズノウ
- カンバーランド: ジェリー・ラロンド -代理市長
- ゴーボン: ジャネット・ステイヴィンガ
- オスグッド: ダグ・トンプソン
- リドー: グレン・ブルックス
- ウェストカールトン: ドワイト・イーストマン
- ロッククリフパーク: パトリックJ・マレー

## 合併後（2001-現在）
- ボブ・キアレッリ, 2001-06
- ラリー・オブライエン, 2006-10 [1]
- ミシェル・ベルメア, 2009年5月2日 – 7月8日 （代理）
- ダグ・トンプソン, 2009年7月8日 – 8月6日 （代理）
- ジム・ワトソン（英語版）、2010-2022
- マーク・サトクリフ（英語版）、2022-現職